# Hasse Karlsson (konstnär)
Hans Åke "Hasse" Karlsson, född 22 december 1952 i Stafsinge församling utanför Falkenberg, är en svensk akvarellist, sedan 1987 bosatt i Vitemölla på Österlen. Han är gift med konstnären Ia Karlsson. 
Karlsson är representerad på bland annat Norrköpings konstmuseum, Regionmuseet Kristianstad  och Statens konstråd. Under 2010-talet fick han i uppdrag att illustrera ett antal diplom för Nobelpriset.